# Stølsnostinden
Der Stølsnostinden ist ein 2074 moh. hoher Berg in Norwegen. Er liegt in der Provinz Vestland und gehört zur Gemeinde Årdal. Die Schartenhöhe beträgt etwa 665 bis 670 m. Die Dominanz zum nächsthöheren Berg, dem Uranostinden, beträgt 5,44 km. Rund um den Gipfel erstreckt sich der Gletscher Stølsnosbreen. Neben dem Stølsnostinden Hauptgipfel gibt es mit dem Midtre und Austre Stølsnostinden noch zwei Nebengipfel, die jedoch aufgrund ihrer Schartenhöhen von je über 50 m als eigenständige Berge bzw. Gipfel gezählt werden.
Die Erstbesteigung erfolgte im Jahr 1877 durch William Cecil Slingsby, Hans Reusch und Anfind Vetti.